# جون ماكنلي
جون ماكنلي (بالإنجليزية: John McGinlay)‏ هو لاعب كرة قدم ومدرب كرة قدم بريطاني في مركز الهجوم، ولد في 8 أبريل 1964 ، في إنفرنيس في المملكة المتحدة. شارك مع منتخب اسكتلندا لكرة القدم. أما مع النوادي، فقد لعب مع أولدهام أثلتيك وبرادفورد سيتي وبولتون واندررز وشروزبري تاون ونادي بوري ونادي ميلوول ويوفل تاون.

## وصلات خارجية
- جون ماكنلي على موقع الاتحاد الدولي (مؤرشف)  (الإنجليزية)
- جون ماكنلي على موقع الاتحاد الأوربي (الإنجليزية)
- جون ماكنلي على موقع الاتحاد الإسكتلندي (الإنجليزية)
- جون ماكنلي على موقع قاعدة بيانات كرة القدم.إي يو (الإنجليزية)
- جون ماكنلي على موقع ناشيونال فوتبول تيمز (الإنجليزية)
- جون ماكنلي على موقع Soccerbase.com (لاعب) (الإنجليزية)
- جون ماكنلي على موقع عالم كرة القدم.نت (الإنجليزية)